# هوای داغ
هوای داغ (انگلیسی: Hot Air) یک فیلم کمدی-درام آمریکایی محصول سال ۲۰۱۹ به کارگردانی فرانک کوراکی، نویسندگی ویل رایشل با بازی استیو کوگان، تیلور راسل و نو کمبل است.

## خلاصه داستان
یک مجری محافظه کار رادیویی گفتگو (کوگان) را دنبال می‌کند که زندگی و جهان بینی‌اش با آمدن خواهرزاده ۱۶ ساله دو نژادی‌اش به هم می‌خورد.

## انتشار
این فیلم در ۲۳ اوت ۲۰۱۹ در ایالات متحده اکران شد. و نقدهای منفی را از منتقدان دریافت کرد.

## بازخوردها
- در راتن تومیتوز، این فیلم بر اساس رای ۱۸ منتقد، ۱۷٪ تائیدیه و میانگین امتیاز ۴٫۸ از ۱۰ را دارد.[۱]
- در متاکریتیک، فیلم بر اساس رای ۴ منتقد، میانگین وزنی امتیاز ۳۲ از ۱۰۰ را دارد که نشان‌دهنده «بررسی‌های عموماً نامطلوب» است.[۲]
- بیلگه ابیری در نیویورک تایمز نوشت: «به نظر می‌رسد که فیلم از دنبال کردن یک خط عاطفی می‌ترسد، و در عوض مجموعه‌ای کامل را به هم می‌ریزد. فیلم‌نامه، نوشته ویل رایشل، بین چالش‌های تس و لیونل بدون اینکه کاملاً متقاعدکننده باشد، می‌پرد. ما احساس می‌کنیم که در حال تماشای دو فیلم بسیار متفاوت هستیم که هیچ کدام جذاب نیستند.»[۳]